# Xian de Baoxing
Le xian de Baoxing (宝兴县 ; pinyin : Bǎoxīng Xiàn) est un district administratif de la province du Sichuan en Chine. Placé sous la juridiction de la ville-préfecture de Ya'an, il est situé sur le cours supérieur de la rivière Qingyi (青衣江, Qīngyī Jiāng), un affluent de la Dadu.
Le centre administratif du district se trouve à Muping zhen (穆坪镇 Mùpíng zhèn), une bourgade de 11 789 habitants[réf. nécessaire], sur le cours supérieur de la Qingyi, une rivière du bassin versant du Yangzi Jiang.
Situé dans la zone sud de la cordillère du Qionglai, le district de Baoxing a longtemps été une zone préservée avec une flore et une faune très riche. La région habitée par des ethnies tibéto-birmanes a connu d’importants bouleversements économiques et écologiques avec une arrivée massive de migrants chinois Han à partir du XVIIIe siècle. Les Han représentent maintenant 91 % de la population totale, seul le canton tibétain Qiaoqi est habité majoritairement par des tibéto-birmans Gyalrong - représentant environ 5 000 personnes sur une population totale du district de 58 000 personnes en 2008.
Le père Armand David, venu s’installer quelques mois en 1869 à Dengchigou (au centre-est du district), y a prélevé dans les environs des centaines d’espèces de plantes et d’animaux inconnus qu’il a envoyées au Muséum de Paris pour description et identification. Sa réputation tient à quelques espèces-phares comme  le Panda géant, le Macaque au nez retroussé (Rhinopithecus roxellana) et l’arbre aux mouchoirs (Davidia involucrata).
Pour assurer la protection de ces espèces, la réserve naturelle de Fengtongzhai a été créé en 1975.
Remarque : légende de la carte de géolocalisation ci-contre « Localisation du xian de Baoxing (en rose) dans la préfecture de Ya'an (en jaune), dans le Sichuan (en gris) en Chine (en noir) »

## Histoire
Situé au carrefour culturel et ethnique des peuples tibétain et han, le territoire de Baoxing (ainsi nommé depuis 1930) fut dominé successivement par différents peuples et administré suivant différents systèmes de chefferie qui lui donnèrent différents noms, au cours d’une longue histoire de trois millénaires.
Du VIIIe au IIIe siècle av. J.-C., il faisait partie du royaume Qingyiqiang 青衣羌 du peuple Qiang, originaire de la région[réf. nécessaire]. Le terme de Qiang 羌 indique une identité flottante de « minorité » des marches sino-tibétaines.
Dans les siècles suivants (sous les Qin-Han 秦汉时), les Qiang furent évincés par les Han qui vinrent s’installer dans la région. Baoxing prit le nom de « district de Qingyi » (青衣县 Qingyi xian), affilié à la préfecture de Shu (Shujun).
Au XIIIe siècle,  le Mongol Kubilai Khan conquiert la Chine et le Tibet et fonde la dynastie Yuan. À la fin de cette dynastie, beaucoup de Qiang s’étaient convertis au bouddhisme tibétain et Baoxing  avait pris le nom de Dongbu 董卜.
Au cours de la dynastie Qing (1644-1911), l’empereur Qianlong installa un protectorat sur le Tibet et un Tusi (officier indigène) à Baoxing qui prit le nom de Muping tusi 穆坪土司. Cette dénomination fut employée par le missionnaire-botaniste Armand David qui séjourna en 1869 à Dengchigou, sur le cours supérieur de la Donghe. Il collecta plus de 600 spécimens de plantes inconnues dans la région qu’il préparait sur des feuilles d’herbier, où il indiquait pour lieu de collecte « Moupin, Thibet oriental » ou « principauté de Moupin ».
À partir des années 1930, le gouvernement nationaliste de la République de Chine donna à la région le statut administratif d’un xian et le nom de Baoxing (宝兴县 Baoxing xian).  Ce nom qui signifie « trésor et prospérité » a été choisi en raison de la richesse minière de la région. En 1939, fut créée la province de Xikang (西康省 ; pinyin : xīkāng shěng) qui comprend la plus grande partie de l’ancienne province du Kham, où vivent des tibétains Khampas, des Qiang et dans sa partie orientale des Naxi, Gyalrong, des Yi et des Han. Elle prendra fin sous la République populaire de Chine en 1955 et le district de Baoxing fut alors intégré dans la province chinoise du Sichuan.

## Géographie

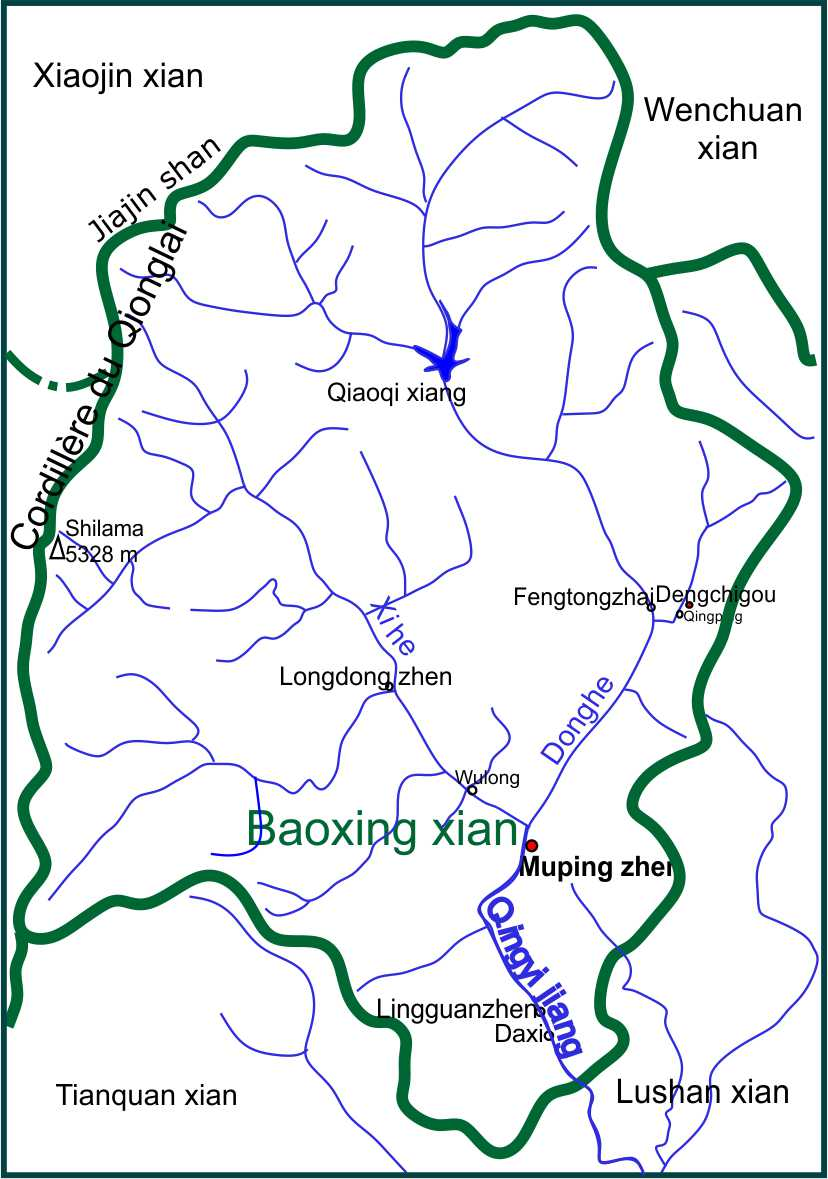
Le district de Baoxing dans le bassin versant de la Qingyi et la cordillère du Qionglai.

Le district de Baoxing s’étend dans la zone sud de la cordillère du Qionglai, au nord de la ville-préfecture de Ya'an (雅安市 Yǎ'ān shì). Il se trouve dans une zone montagneuse de transition orientée nord-sud, descendant du plateau tibétain vers la plaine de Chengdu. Ce district, réputé pour ses pluies abondantes, est parcouru d’une multitude de torrents se jetant dans le fleuve Qingyi, qui descend dans la direction nord-ouest sud-est jusqu’aux agglomérations de Ya'an, puis de Leshan (乐山市) où il se jette dans la Dadu. Le district est délimité par la ligne de partage des eaux du bassin versant de la Qingyi. Au nord-ouest, les eaux du flanc sud du mont Jiajin (5 734 m) (dans le xian de Xiaojin) descendent par une arborescence de torrents qui convergent vers un exutoire situé en aval de la bourgade Daxi (大溪 morph. « gros ruisseau ») au sud-est du district.
Le point le plus bas du district est à 750 m. La ville de Muping se situe à 1 011 m[réf. nécessaire].
Le point le plus élevé se trouve à l’ouest, au pic Shilama (石喇嘛山 Shílǎma shān) à 5 328 m.
En 2000, la compétence administrative du district de Baoxing porte sur onze secteurs géographiques :
- 3 communes (镇zhen) : Muping zhen 穆坪镇, Lingguan zhen 灵关镇, Longdong zhen 陇东镇
- 7 cantons (乡xiang) : 大溪乡Daxi xiang，中坝乡Zhongba xiang，五龙乡Wulong xiang etc.
- 1 canton ethnique (Qiaoqi zangzu xiang).

## Climat
Baoxing appartient au climat subtropical humide de mousson. Les précipitations annuelles dans la plupart des endroits sont d’environ 994 mm et l’ensoleillement annuel est de 782 heures[réf. nécessaire].
La température moyenne annuelle est de 15 °C. Il n’y a ni d'hivers rigoureux ni d’étés torrides.

## Populations et démographie

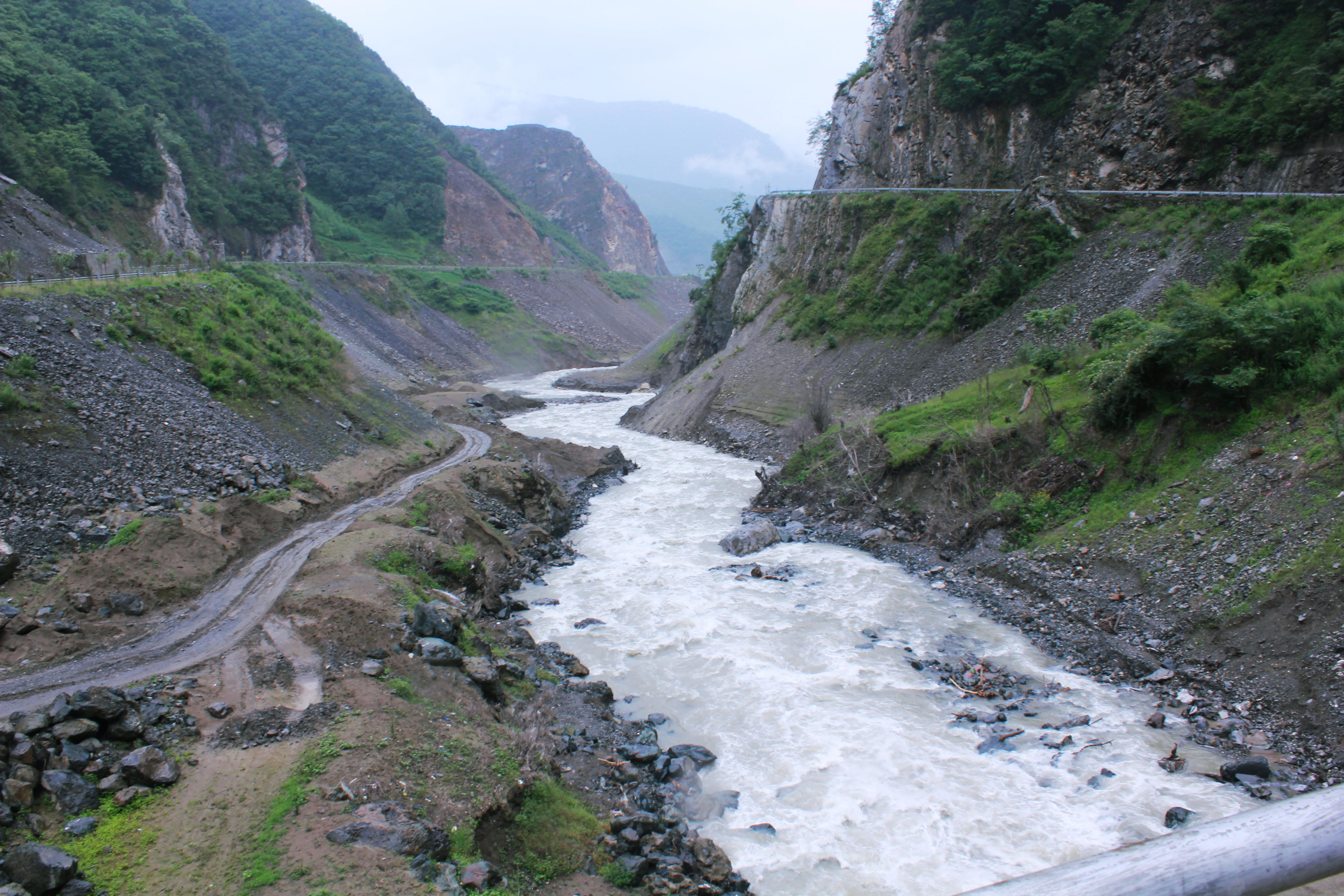
La rivière de l'Est Donghe

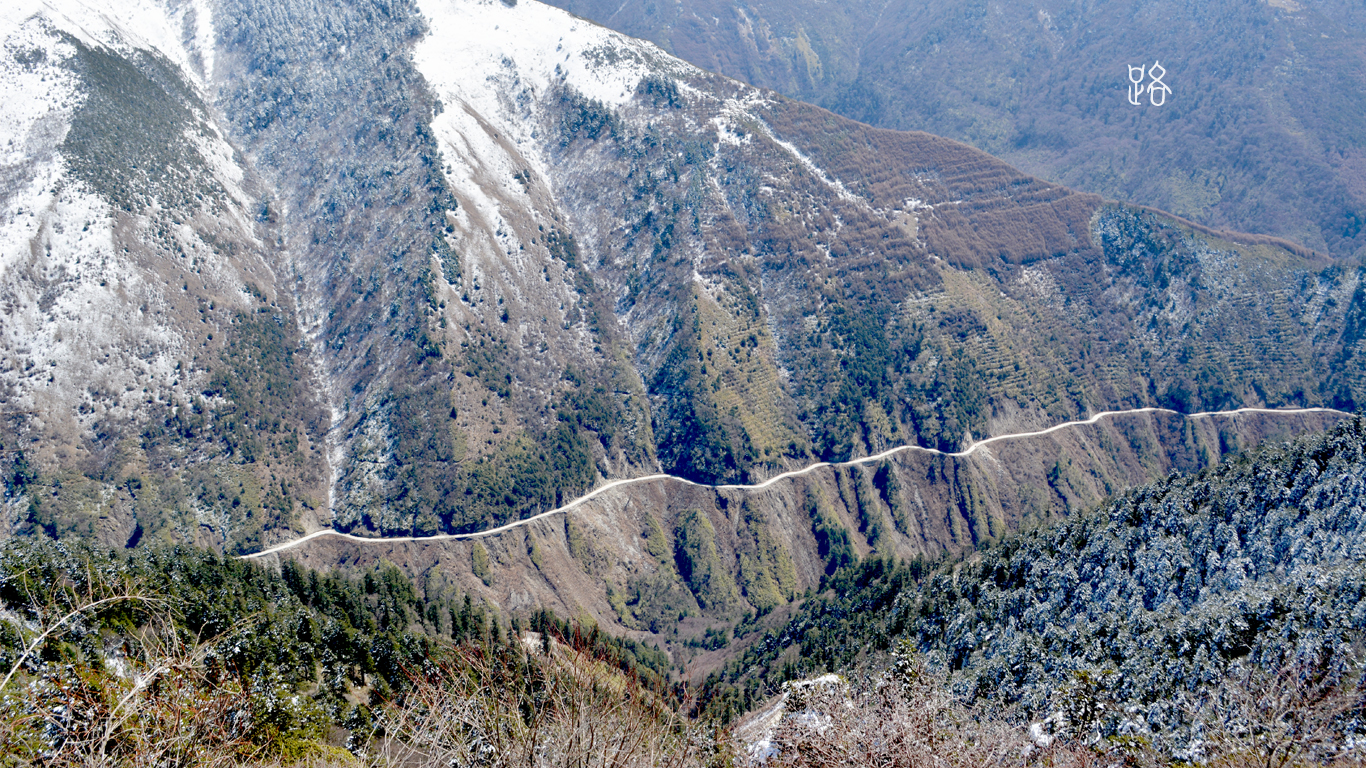
Route de Baoxing

La population du district de Baoxing était de 58 000 habitants en 2018. La population agricole représente 71,4 % de la population totale et la population non agricole est de 28,6 %[réf. nécessaire].
Baoxing est généralement qualifié de « couloir ethnique ». C’était autrefois la région de l'ancien royaume Qingyi Qiang du peuple Qiang durant la période des Printemps et Automnes.
Face à l’expansion Han, la population Qiang dut partir et se retira en partie sur le haut plateau du Tibet oriental, maintenant dans les préfectures autonomes tibétaines Aba et Garzê. Il existe toujours des Qiang au Sichuan dans une petite zone autour de Wenchuan.
Le district de Baoxing appartient à la frange orientale de l’ancienne région du Kham où les ethnies tibéto-birmanes sont depuis longtemps en contact avec les deux grands centres de civilisation de la Chine et du Tibet. Depuis le règne de l’empereur Qianlong (1735-1796), un grand nombre de Han ont migré dans le district au point qu’en 2001, il y avait 91 % de Han et 9 % de Tibétains  (au sens large, y compris les tibéto-birmans Gyalrong, 嘉绒 Jiarong). Cependant en 1869, quand le père David se trouvait à Dengchigou au centre-ouest du district, il observe que les populations locales appelées Mantze ( 蛮族 manzu « barbares ») par les Chinois jouent encore un rôle décisif dans la région: 
« Les Mantzé, qui ne sont ni Chinois, ni Tibétains, mais qui se rapprochent davantage de ces derniers, forment un grand nombre de petits États séparés et autonomes ayant une législation et parfois une langue particulière. Quelques chefs ou princes sont suzerains ; par exemple celui de la principauté de Moupin a, me dit-on, une quinzaine de vassaux auxquels il impose une partie de ses volontés. On me rapporte, comme une étrange curiosité, qu’un de ces États de l’intérieur, vers le Nord-Ouest, est toujours gouverné par une femme, qui porte le titre de Nu-ouang (femina-rex). La seule religion pratiquée par ces Mantze est le bouddhisme des lamas thibétains... Toute cette région sauvage et hérissée d’affreuses montagnes est habitée par des peuplades jalouses de leur pays et qui en interdisent l’entrée aux étrangers, sauf dans les parties voisines de la Chine. C’est ce qui fait que les forêts primitives y couvrent encore les hauteurs et beaucoup de vallées, et qu’une partie des animaux indigènes continuent à y vivre encore, protégés aussi par les croyances bouddhiques. Le contraire arrive partout où les Chinois ont accès ; en peu de temps les pays se trouvent déboisés et dénudés ».
Dans la zone nord du district, sur le flanc sud du mont Jiajin, se trouve de nos jours le canton tibétain de Qiaoqi (硗碛藏族乡qiāoqì zàngzú xiāng), le seul canton d’une minorité ethnique du district. C’est le canton habité de Tibétains (zangzu) le plus proche de la région Han de Chengdu. L’altitude moyenne est de 3 000 m, la température annuelle moyenne est de 8,9 °C,  le gouvernement populaire du canton de Qiaoqi est établi à 2 400 m. Dans le canton de Qiaoqi, en 2009, vivent 5 322 habitants, à 95 % de l’ethnie tibéto-birmane Gyalrong[réf. nécessaire], dispersés dans les montagnes à une altitude située entre 2 000 et 3 000 m. 

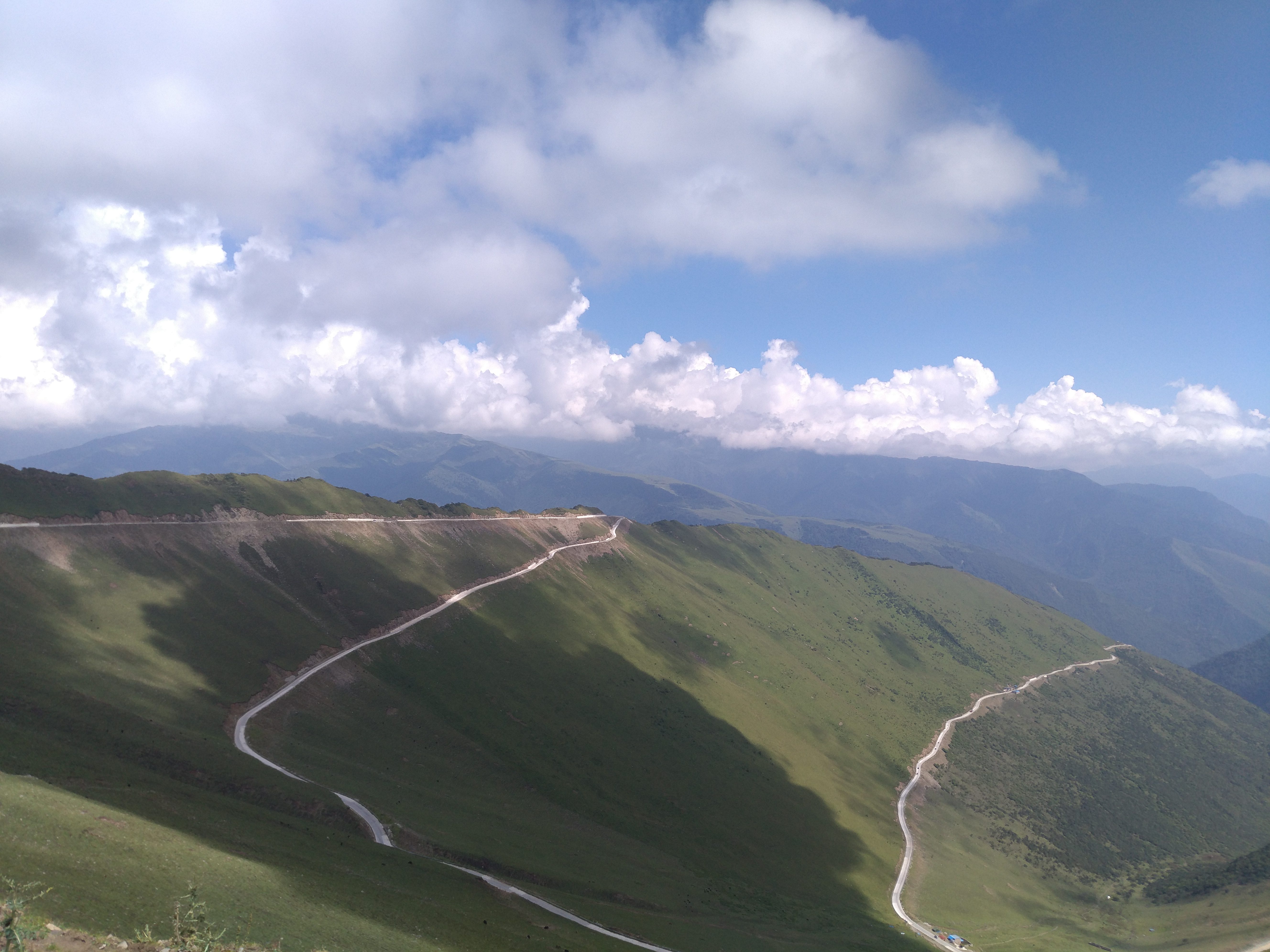
Route de Baoxing

Dans les années 1950, les forêts étaient denses avec des espèces d’arbres rares et des matières médicinales intéressantes (Qianghuo 羌活, Muxiang 木香, Rhubarbe 大黄, Tianma 天麻). Les arbres pouvaient atteindre 4 à 5 m de diamètre. Depuis 1953, le Bureau de l’industrie forestière de Baoxing exploite les arbres dans la région de Qiaoqi à grande échelle. Les coupes rases ont mis à nu les montagnes. Mais à la suite des inondations catastrophiques de l’été 1998, le gouvernement chinois a réglementé strictement l’exploitation forestière dans le cours supérieur du Yangzi jiang.
Depuis longtemps, la position stratégique du district, situé entre le Kham et le bassin du Sichuan a facilité le développement de grandes voies de communication des marchandises et des hommes. L’ancienne route du thé par laquelle passaient les caravanes entre le Sichuan et le Tibet a fait de Baoxing et de Kangding, deux escales majeures où se trouvaient des marchés importants pour le commerce du sel, du thé et des chevaux. Actuellement la route provinciale S210 traverse de part en part le district : en partant de Muping, elle se dirige vers le nord, et en longeant le torrent Donghe, passe ensuite par Fengtongzhai, puis longe le lac de retenue Qiaoqi (à 54 km) et après avoir gravi le col de Jiajinshan à 4 102 m, atteint le xian de Xiaojin.

## Ressources

### Ressources hydrauliques

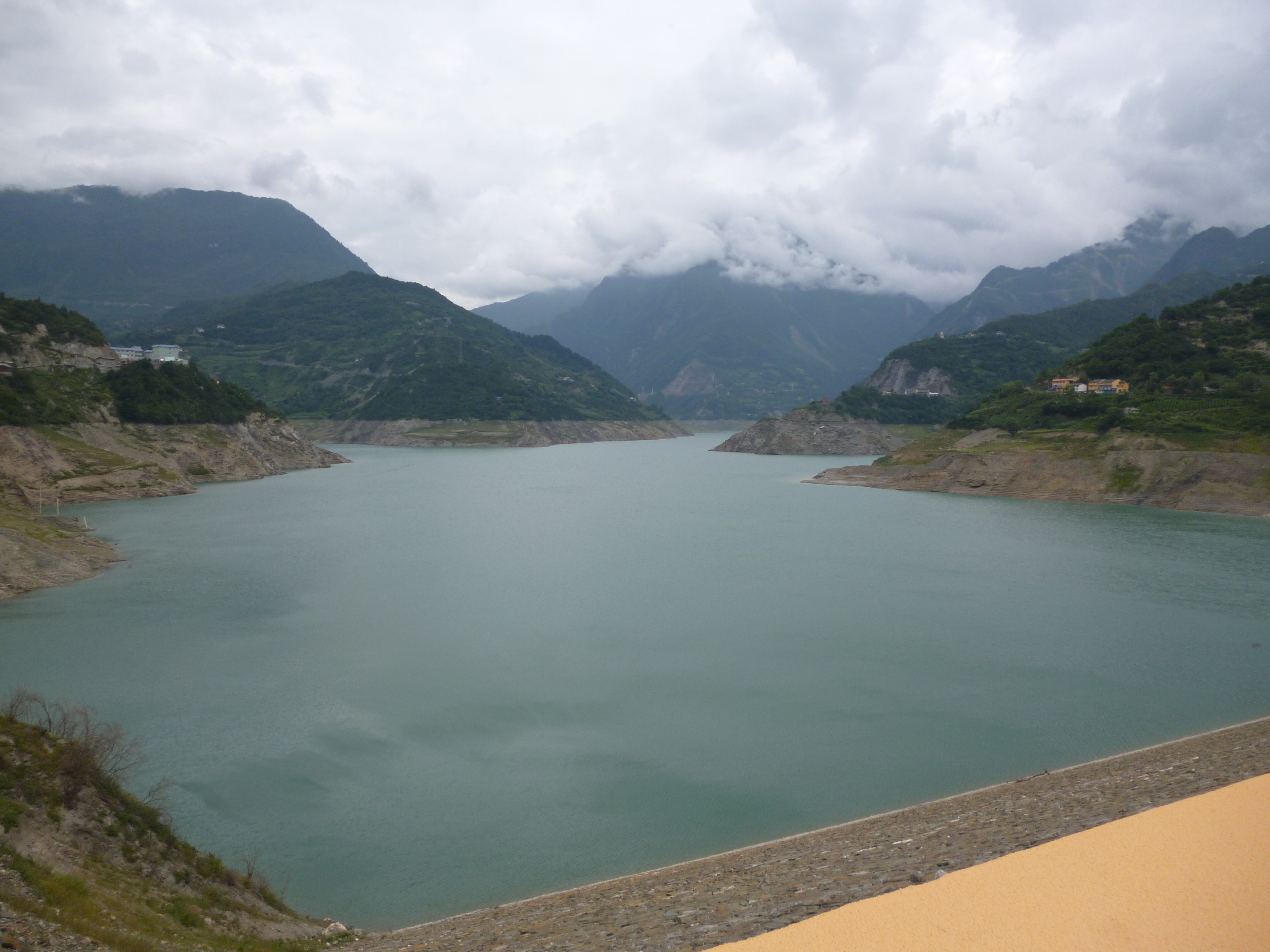
Centrale hydroélectrique du lac de retenue Qiaoqi, à 2300 m d'altitude

Les eaux des monts du Jiajin qui dominent le district au nord-ouest alimentent par un grand nombre de ruisseaux le lac de retenue de Qiaoqi, à 2 300 m d’altitude, depuis sa mise en eau en 2006. Actuellement, 16 centrales hydroélectriques ont été construites.
L’été des vagues de fortes pluies peuvent causer des inondations catastrophiques, des glissements de terrain et des effondrements de routes.

### Ressources minérales
Les carrières de marbres de Baoxing sont célèbres pour les marbres blancs de grande pureté et de bonne blancheur qu’elles produisent. Ils peuvent être sculptés, débités en plaques ou produire du carbonate de calcium. La région fournit d’autres ressources minérales comme le gypse, le jade, la potasse, le charbon, les minerais mixtes de plomb-zinc, de cuivre-nickel, et les minerais d’antimoine et de manganèse[réf. nécessaire]. La réserve la plus importante est celle du gypse.

### Ressources biologiques
Le district de Baoxing fait partie du la zone critique de biodiversité des monts Hengduan. C’est une région possédant une diversité remarquable d’espèces végétales et animales mais aussi une zone qui a connu des pertes d’habitats exceptionnellement importantes. Dans le district, on trouve 1 054 espèces de plantes vasculaires et 377 espèces et sous-espèces de vertébrés sauvages[réf. nécessaire]. Jadis, au nord, dans le xiang de Qiaoqi, existaient des tigres, léopards, cerfs sika et élaphes  qui aujourd’hui ont tous disparu avec beaucoup d’autres espèces. Le Bureau des forêts (Linyeju 林业局) de Baoxing mène actuellement une politique plus stricte de protection de l’environnement : prévention de l’exploitation illégale de la forêt, de l’extraction illégale, des incendies, etc.

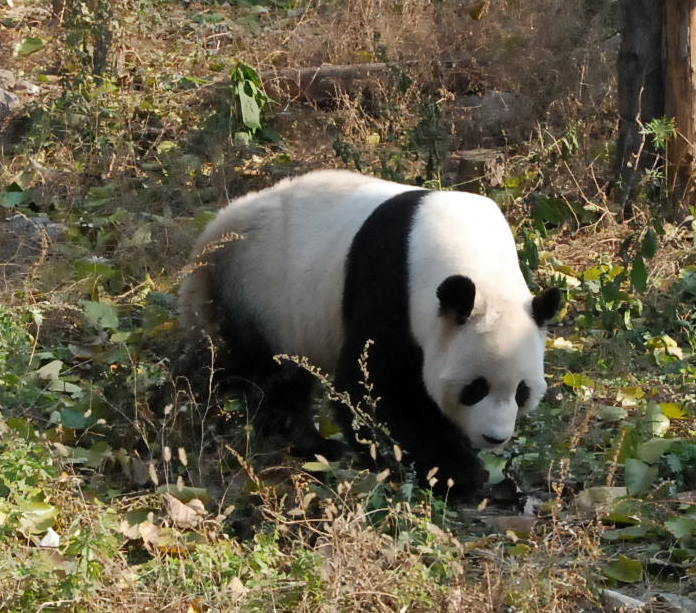
Panda géant, l’espèce porte-drapeau de la région

Le missionnaire-botaniste Armand David, a choisi en 1869, le collège des Missions Étrangères établi à Dengchigou 邓池沟 (en amont de la bourgade de Muping, en remontant l’affluent nommé Donghe), comme base pour explorer la richesse de la flore et de la faune de la région. En neuf mois, il fit une collecte remarquable d’espèces nouvelles de plantes, de mammifères, d’oiseaux et d’insectes. Il remarque la richesse en rhododendrons « les rhododendrons, dont j’ai recueilli jusqu’à présent les échantillons pour mon herbier, sont au nombre de neuf espèces, toutes à feuilles persistantes », note-t-il.
Sa renommée tient pourtant à quelques espèces-phares comme le Panda géant, le Macaque au nez retroussé (Rhinopithecus roxellana) et l’arbre aux mouchoirs (Davidia involucrata). De cette région, le père David a envoyé au Muséum 676 spécimens de plantes, 441 d'oiseaux, 145 de mammifères. Les Chinois ont surnommé Baoxing le « canton natal du Panda géant » (大熊猫的故乡 Dà xióngmāo de gùxiāng).  
La plus grande communauté d'osmanthes sauvages parfumés (Osmanthus fragrans) en Chine se trouve également à Ganyanggou, dans le comté de Baoxing. La fleur, très réputée en Asie, est notamment utilisée en parfumerie de luxe.

## Économie
Les principaux produits agricoles sont le maïs, le blé et les pommes de terre.
Les principales industries du district de Baoxing sont l’hydroélectricité, les matériaux de construction, l’extraction et le travail du marbre blanc, la transformation des aliments.
En 2016, le district de Baoxing a réalisé une valeur de production totale de 639 millions de yuans dans l’agriculture, la foresterie, l’élevage et la pêche. Les industries du marbre ont produit 3,65 millions de mètres carrés de dalles de marbres. L'investissement dans la construction de base était de 4 067 millions de yuans[réf. nécessaire].

## Tourisme
En 1975, fut créée la réserve naturelle de Fengtongzhai, de rang national, dans le Nord-Est du xian de Baoxing, d’une superficie de 39 039 ha. La création de la réserve visait la protection d’espèces-phares comme le panda géant et le rhinopithèque de Roxellane et en 1994, les objectifs ont été élargis aux écosystèmes forestiers mixtes de montagne.
Il est équipé d’un centre de sauvetage des pandas géants et d’un centre d’élevage d’animaux semi-captifs. C’est la première région où a été découverte cette nouvelle espèce d’ours. Les chasseurs indigènes qui travaillaient pour le père David, lui rapportèrent le 23 mars 1869 un jeune « ours blanc », puis quelque temps plus tard des individus adultes qui le convainquirent qu’il s’agissait d’une nouvelle espèce. Une fois les préparations taxidermiques effectuées par le père David, les spécimens furent envoyés au Muséum de Paris pour leur description zoologique.
La réputation mondiale du panda géant doit beaucoup au WWF qui dès sa création en 1961, a choisi pour son logo cet animal à l’allure de grosse peluche attendrissante. Lors des collectes de fonds, le public est sensibilisé à la destruction de son habitat due à l’exploitation forestière menée par des organismes d’État et à la chasse dont il était encore victime à l’époque. En 1980, le WWF et le gouvernement chinois parviennent à un accord pour mener une campagne internationale de collecte de fonds et formuler un plan de protection des pandas géants.
Selon le 4ème recensement (2011-2014), la réserve est habitée par 37 pandas alors que le district de Baoxing en comporte 181.
Les touristes se rendent aussi à Dengchigou pour visiter l’église catholique où le père David officiait. C’est une église, construite entièrement en bois en 1839, qui est très bien conservée.

## Produits célèbres
Baoxing produit une matière médicale célèbre, le Bǎoxìng chuānniúxī 宝兴川牛膝, tiré de la racine d’Achyranthes bidentata, une plante herbacée de la famille des Amaranthaceae.
Autres produits réputés : la pierre à encre Wailang (外郎砚 wailang yan), et le marbre « Blanc de Baixing » (宝兴白 Baoxing bai).